# Víktor Manakov (ciclista, 1992)
Víktor Víktorovich Manakov (en ruso: Виктор Викторович Манаков; San Petersburgo, 9 de junio de 1992) es un deportista ruso que compite en ciclismo en las modalidades de pista, especialista en las pruebas de persecución por equipos y ómnium, y ruta. Es hijo de los ciclistas Viktor Manakov y Jolanta Polikevičiūtė.
Ganó una medalla de bronce en el Campeonato Mundial de Ciclismo en Pista de 2014 y dos medallas en el Campeonato Europeo de Ciclismo en Pista, oro en 2013 y bronce en 201.

## Medallero internacional
| Campeonato Mundial | Campeonato Mundial        | Campeonato Mundial | Campeonato Mundial      |
| Año                | Lugar                     | Medalla            | Competición             |
| ------------------ | ------------------------- | ------------------ | ----------------------- |
| 2014               | Cali ( Colombia)          | Medalla de bronce  | Ómnium                  |
| Campeonato Europeo |                           |                    |                         |
| Año                | Lugar                     | Medalla            | Competición             |
| 2011               | Apeldoorn ( Países Bajos) | Medalla de bronce  | Persecución por equipos |
| 2013               | Apeldoorn ( Países Bajos) | Medalla de oro     | Ómnium                  |

## Palmarés
2012
- 1 etapa del Gran Premio de Adigueya